# Volutopsius middendorffii
Volutopsius middendorffii är en snäckart som först beskrevs av Dall 1891.  Volutopsius middendorffii ingår i släktet Volutopsius och familjen valthornssnäckor. Inga underarter finns listade i Catalogue of Life.